# Arbaa Ait Abdellah
Arbaa Ait Abdellah  (in arabo اربعاء أيت عبد الله‎?) è un centro abitato e comune rurale del Marocco situato nella provincia di Sidi Ifni, regione di Guelmim-Oued Noun. Conta una popolazione di 3 208 abitanti (censimento 2014).